# Selim Al Deen
Pour les articles homonymes, voir Deen.
Selim Al Deen (en bengali : সেলিম আল-দীন), né le 18 août 1949 à Sonagazi et mort le 14 janvier 2008 à Dhaka, est un dramaturge et artiste de théâtre bangladais.

## Biographie
Selim Al Deen était le fondateur et président du département de dramaturgie à l'Université de Jahangirnagar.